# 25146 Xiada
25146 Xiada è un asteroide della fascia principale. Scoperto nel 1998, presenta un'orbita caratterizzata da un semiasse maggiore pari a 2,7223223 au e da un'eccentricità di 0,0861200, inclinata di 5,15441° rispetto all'eclittica.